# Burueuops viridiventris
Burueuops viridiventris es una especie de coleóptero de la familia Attelabidae.

## Distribución geográfica
Habita en Maluku (Indonesia).